# Амано, Син
Син Амано (яп. 天野 真 Амано Син, род. 13 мая 1973) — японский фигурист, выступавший в мужском одиночном и парном разрядах. В настоящее время работает тренером по фигурному катанию и техническим специалистом ИСУ. Вместе с партнёршей Мариэ Араи представлял страну на зимних Олимпийских играх 1998 года. До этого как одиночник выступал на чемпионате мира и зимней Универсиаде.

## Достижения

### Одиночное катание
| Чемпионат мира    |    | 28 |    |    |   |
| NHK Trophy        | 12 | 9  | 12 |    |   |
| Универсиада       |    |    |    | 15 |   |
| Национальные      |    |    |    |    |   |
| Чемпионаты Японии |    | 1  | 4  | 8  | 9 |

### Парное катание
| Соревнование            | 97/98         |
| Международные           | Международные |
| ----------------------- | ------------- |
| Зимние Олимпийские игры | 20            |
| NHK Trophy              | 8             |
| Asian Championships     | 3             |
| Национальные            |               |
| Чемпионаты Японии       | 1             |